# Morcego-buldogue
O morcego-buldogue (Noctilio albiventris) é uma espécie de morcego, que ocorre desde a América Central até à América do Sul.
Têm uma coloração castanha, com os machos a apresentar tonalidades mais avermelhadas. O comprimento é de cerca de 6 cm e o peso de 30 g. Vivem normalmente próximo de água ou em zonas húmidas, residindo em árvores ocas. Tentam capturar por ecolocação os insectos que voam próximo da superfície de água. Também possuem a habilidade de capturar insectos que tenham caído na superfície de água. Ocasionalmente, os morcegos de maiores dimensões capturam e consomem pequenos peixes.
Vivem cerca de 10 anos e atingem a maturidade sexual com 1 ano de idade.